# Ichnotropis bivittata
Espèce
Ichnotropis bivittata est une espèce de sauriens de la famille des Lacertidae.

## Répartition
Cette espèce se rencontre en Angola, en Zambie, au Malawi, Congo-Kinshasa et au Tanzanie.

## Liste de sous-espèces
Selon The Reptile Database (24 janvier 2013) :
- Ichnotropis bivittata bivittata Bocage, 1866
- Ichnotropis bivittata pallida Laurent, 1964

## Publications originales
- Bocage, 1866 : Lista dos reptis das possessões portuguezas d'Africa occidental que existem no Museu Lisboa. Jornal de sciencias mathematicas, physicas e naturaes, vol. 1, p. 37-56 (texte intégral).
- Laurent, 1964  : Reptiles et batraciens de l'Angola (troisième note). Companhia de Diamantes de Angola (Diamang), Serviços Culturais, Museu do Dundo (Angola), vol. 67, p. 1-165.